# Rejon kałtasiński
Rejon kałtasiński (ros. Калтасинский район) – jednostka administracyjna w północno-zachodniej części Baszkirii, w Rosji. Stolicą rejonu jest wieś Kałtasy.